# Porphyrogénète

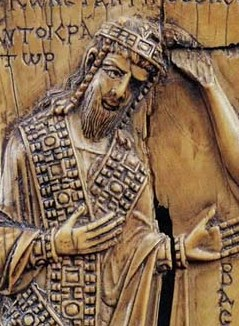
Constantin VII, l’empereur légitimé parce que « porphyrogénète » (ivoire sculpté, Xe siècle.

Porphyrogénète (du grec Πορφυρογέννητος, Porphyrogennētos, signifiant « né dans la  pourpre ») est un titre honorifique attribué dans l’Empire byzantin aux princes et princesses nés après l’accession de leur père au trône ou, plus généralement à partir du Xe siècle, nés dans la chambre du Grand Palais (en grec : Πορφύρα) recouverte de marbre de porphyre pourpre utilisée pour les accouchements de l’impératrice. Le fait d’être « porphyrogénète » les rendait éligibles à la succession, celle-ci n’étant dans l’Empire byzantin soumise à aucune disposition fixe et ayant évolué au cours des siècles.  
De nos jours, le terme est employé par certains historiens pour désigner, hors du contexte byzantin, une règle successorale en vertu de laquelle le premier enfant né après l'avènement au trône de son père a priorité sur ses frères ou sœurs nés avant cet avènement.

## La succession dans l’Empire byzantin
Progressivement divinisés dans la religion officielle romaine après la création de l’empire par Auguste (r.  27 av. J.-C. - 14 av. J.-C.), les empereurs étaient devenus, après la conversion de Constantin (r. 310 - 317) au christianisme les représentants de Dieu sur terre. La conception d'un empereur choisi par Dieu écartait en principe celle d’une succession dynastique. Malgré l'établissement de plusieurs familles (Théodosiens, Justiniens, Héracléens et Isauriens), c’est avec la dynastie macédonienne que s’affirma la règle de succession au sein d’une même famille malgré de nombreuses exceptions quand l’empereur était faible ou en bas âge. Avec l’arrivée au pouvoir de Basile Ier (r. 867-886)  s’affirme la doctrine légitimiste qui sera consacrée avec l’avènement des Comnènes. Le trône devient le bien d’une famille : Basile fait couronner trois de ses fils coempereurs et donne au quatrième le patriarcat de Constantinople. Le pouvoir prend  ainsi une forme collégiale alors qu’en Occident on assiste plutôt à une division du territoire entre les fils de l’empereur ,. 
C’est aussi à cette époque qu’apparait le qualificatif « porphyrogénète » et ce serait Basile qui aurait renouvelé une prétendue loi de Constantin décidant que la chambre de porphyre du Grand Palais servirait à l’accouchement des impératrices. Néanmoins, l'ordre de succession demeura longtemps instable, la primogéniture n’étant pas toujours respectée, l'héritier quelque légitime qu’il puisse être, devant fréquemment conquérir son trône en négociant avec le sénat, l’armée, le patriarche, quelques fois même avec la population de Constantinople,.

## Origines de l’expression
Deux explications nullement incompatibles peuvent être données de ce qualificatif. La première fait référence à la « pourpre impériale » ou « pourpre de Tyr », teinture faite à partir de  gastéropodes appelés murex. Très coûteux à produire et d'une exceptionnelle solidité, les vêtements teints de cette couleur devinrent le privilège exclusif des « imperatores » romains et plus tard des empereurs byzantins. « Être né dans la pourpre » pouvait ainsi signifier que l’enfant était né après que son père eut accédé au trône.
Une autre explication  peut se rapporter au porphyre, pierre ornementale dont une variété était précisément de cette couleur rouge antique, dite « lapis porphyrites ». La « porphyra » était une salle ou un édifice du Grand Palais, construite vers 750, sous le règne de l'empereur Constantin V (r. 741 - 775), dont les murs étaient recouverts de marbre de porphyre; elle était réservée aux accouchements impériaux. Dans son Alexiade, Anne Comnène, fille de l'empereur Alexis Ier Comnène fait référence à cette pièce où elle est elle-même née le 1er décembre 1083 . Cette explication exclurait en principe les empereurs nés avant Léon IV (r. 775 - 780) puisque celui-ci fut le premier à être né dans la porphyra. 
Les deux explications étaient connues au Xe siècle et Liutprand de Crémone, évêque et diplomate qui effectua deux ou trois ambassades à Constantinople mentionne l’une et l’autre. 

## Le prestige du titre
Constantin VII auquel ce titre est généralement associé lui dut son trône. Son père, Léon VI le Sage (r. 886 - 912), désespérant d’avoir un héritier mâle, avait épousé en quatrièmes noces sa maitresse, Zoé Carbonopsina. L’Église n’approuvant que deux unions successives, une troisième pouvait à peine être tolérée et une quatrième était condamnée, les enfants issus de cette union (comme Constantin lui-même) étant considérés comme illégitimes. Léon VI dut lutter pendant plus d'un an pour faire légitimer son fils unique, forçant le patriarche à l’abdication pour en nommer un plus complaisant. Finalement, c’est grâce au fait que Constantin était né dans la porphyra, ce qui supposait une union légitime, qu’il put être non seulement reconnu mais aussi associé au trône le 9 juin 911.
Lui-même décrira dans son « Livre des cérémonies » le protocole entourant la naissance d’un prince ou princesse porphyrogénète.  Si l’on en croit Constantin, la tradition remonterait  à Léon IV, premier enfant à être né dans la salle de porphyre le 25 janvier 750. Le jour de la naissance, le patriarche venait bénir l’enfant pendant que l’empereur recevait les félicitations du Sénat et que le peuple manifestait sa joie. À la demande des dèmes, l’empereur ordonnait alors des courses à l’hippodrome qui avaient lieu cinq jours après la naissance de l’enfant. Deux cents commissaires étaient alors choisis représentant la garde impériale, les dèmes et le peuple, lesquels avaient comme tâche de proclamer le nom de l’ « enfant né dans la pourpre » au cours des jeux. Le futur empereur recevait en quelque sorte son nom du peuple qu’il serait appelé à gouverner. Huit jours après la naissance, l’enfant était amené dans l’atrium d’une église (n’étant pas encore baptisé, il ne pouvait entrer dans l’église elle-même) où un prêtre le bénissait « après l’avoir appelé du nom proclamé par les dèmes ». Le baptême lui-même, dont la date n’était pas fixée, donnait lieu à de nouvelles festivités permettant au peuple de témoigner de sa fidélité à la dynastie impériale. Anne Comnène décrit ainsi la splendeur des fêtes qui entourèrent son propre baptême et celui de son frère Jean en 1083,,.
Princes et princesses porphyrogénètes représentant la légitimité dynastique jouissaient d’une grande affection au sein de la population de Constantinople. Ainsi, lorsque Basile II (r. 976-1025) mourut sans laisser d’héritier, le trône échut à son frère Constantin VIII (r. 1025-1028) qui avait trois filles, toutes trois porphyrogénètes : Eudoxie, laquelle ayant été affligée de la petite vérole se réfugia dans un couvent, ainsi que Zoé et Théodora. À la mort de Constantin VIII, le trône échut à Zoé qui s’adjoignit successivement Romain III (r. 1028-1034) et Michel IV (r. 1034-1041) avant d’adopter Michel V (r. 1041-1042), lequel voulut la chasser du trône sous prétexte de trahison. Toujours très attachée à la dynastie macédonienne la population de la capitale se rebella et pendant trois jours la ville fut livrée à l'anarchie  qui fit quelque 3 000 morts. Michel V dut rappeler Zoé pendant qu’une partie de la foule obligeait sa sœur, Théodora, à quitter son couvent de Petrion pour être également couronnée à Sainte-Sophie. Michel V déposé, les deux sœurs régnèrent conjointement jusqu’à ce que Zoé décide d’épouser un de ses anciens amants, Constantin Monomaque qui prit le nom de Constantin IX (r. 1042-1050). Mais celui-ci avait déjà une maitresse qu’il installa au Grand Palais. C’est alors que se répandit dans la population la rumeur que cette dernière, Marie Skleraina, voulait faire assassiner Zoé et possiblement Théodora. À nouveau, la foule descendit dans la rue en exigeant de voir les deux impératrices et en scandant : « Nous ne voulons pas de la Skleraina comme impératrice; nous voulons nos mères, les porphyrogénètes Zoé et Théodora » .
Le prestige associé au titre de « porphyrogénète » n’était pas reconnu seulement dans l’Empire byzantin. Sa renommée était parvenue en Occident où nombre de familles régnantes réclamèrent la main de princesses porphyrogénètes pour rehausser leur statut. Si bien que Constantin VII interdit expressément de telles unions. Il ne semble pas que cette interdiction ait été longtemps suivie et, à partir du VIIIe siècle nombre d’accords diplomatiques furent négociés sur la promesse d’une union entre un prince étranger et une princesse porphyrogénète ou une princesse étrangère avec un prince porphyrogénète. Ainsi, en 968, Liutprand fut envoyé à Constantinople par l’empereur Otton Ier pour obtenir de l'empereur Nicéphore II Phokas la main d'une princesse porphyrogénète pour son fils, le futur Otton II. Il devait revenir  bredouille de sa mission, l’empereur byzantin ne voulant ni reconnaitre le titre d’empereur que le pape avait conféré à Otto, ni la conquête par ce dernier de territoires byzantins.  Trois ans plus tard, Otto devait obtenir un succès mitigé, une princesse byzantine étant concédée, Théophano, qui toutefois n’était pas « porphyrogénète » .
Le qualificatif demeurera utilisé jusqu’en 1453. Après la perte de Constantinople aux mains des Croisés, des membres de la famille Lascaris qui établiront l’Empire de Nicée s’en réclameront même s’ils ne pouvaient évidemment être nés dans la salle de porphyre, Constantinople étant alors aux mains des Latins ,.
À la fin du XIe siècle dans l’Angleterre normande, cette théorie fut employée par Henri Ier pour justifier pourquoi c’est lui et non son frère Robert Curthose qui devait hériter du trône après la mort de leur frère William Rufus.
De nos jours, le terme est employé par certains historiens, à partir de la terminologie byzantine, pour désigner une règle successorale dans laquelle le premier frère né après l'avènement au trône de son père passe, dans l'ordre de succession au trône, avant ses frères nés avant l'avènement. Il a été utilisé pour expliquer diverses successions à Sparte, dans la Perse achéménide ou en Israël.  

## Empereurs pouvant être qualifiés de «porphyrogénètes»

### Empire romain tardif
- Commode

- Constantiniens :

- - Constantin II (314 † 340)

- - Constant Ier (320 † 350)

- - Constance II (317 † 361)

- Théodosiens :

- - Honorius (384 † 423)

### Empire byzantin
- Dynastie des Héraclides :

- - Constantin III Heraclius (612 † 641)

- - Constantin Heraclonas (626 † 641)

- - Constantin IV (649 † 685)

- - Justinien II Rhinotmetos (668 † 711)

- Dynastie des Isauriens :

- - Constantin V Copronyme (718 † 775)

- - Léon IV le Khazar (750 † 780)

- Dynastie des Amoriens :

- - Michel III l'Ivrogne (840 † 867)

- Dynastie des Macédoniens :

- - Constantin VII (905 † 959)

- - Romain II (939 † 963)

- - Constantin VIII (960 † 1028)

- - Zoé (978 † 1050)

- - Théodora (980 † 1056)

- Dynastie des Comnènes :

- - Jean II Comnène (1088 † 1143)

- - Manuel Ier Comnène (1118 † 1180)

- - Alexis II Comnène (1169 † 1183)

- Empereurs latins de Constantinople :

- - Baudouin II de Courtenay (1217 † 1273)

- Dynastie des Lascaris de Nicée :

- - Jean IV Lascaris (1250 † 1305)

- Dynastie des Paléologues :

- - Andronic III Paléologue (1297 † 1341)

- - Jean V Paléologue (1332 † 1391)

- - Andronic IV Paléologue (1348 † 1385)

- - Manuel II Paléologue (1350 † 1425)

- - Jean VIII Paléologue (1392 † 1448)

- - Constantin XI Paléologue (1405 † 1453)